# Pere Pugès
Pere Pugès i Dorca (n. 1951) es un empresario y activista español, de ideología independentista catalana, uno de los cuatro fundadores de la Asamblea Nacional Catalana.

## Biografía
Nació en San Baudilio de Llobregat en 1951.
Militante del Partit Socialista d'Alliberament Nacional dels Països Catalans (PSAN), participó activamente en la organización de la Diada de 1976. Pugès, que formó parte del movimiento de Nacionalistes d'Esquerra, se presentó como candidato en las elecciones municipales de 1979 en su municipio natal dentro de la coalición del PSAN con la Liga Comunista Revolucionaria. Fracasada la candidatura, que no obtuvo ningún concejal, Pagès y un grupo de correligionarios entristas se afiliaron al Partido de los Socialistas de Cataluña (PSC), partido para el que fue elegido concejal de la corporación 1987-1991 del Ayuntamiento de San Baudilio.
Entre 1989 y 1989 ejerció de vicepresidente del consorcio de Normalización Lingüística de la Generalidad de Cataluña. A partir de entonces se dedicó a sus negocios privados.
Fue uno de los cuatro ideólogos detrás de la creación de la Asamblea Nacional Catalana (ANC), junto a Miquel Strubell, Miquel Sellarès y Enric Aïnsa. En 2013 fue expedientado junto a Jordi Manyà, Joan Contijoch, Víctor Cucurull, Teresa Canas y Ramon Reig tras desaparecer 75 000 € en el primer acto de la ANC, en el Palau Sant Jordi.
Mano derecha de Carme Forcadell, fue el centro de las acusaciones de «falta de transparencia» en la ANC previas a las elecciones internas de 2014.